# Mimosybra albosignata
Mimosybra albosignata là một loài bọ cánh cứng trong họ Cerambycidae.